# Poochera
Poochera är en ort i Australien. Den ligger i kommunen Streaky Bay och delstaten South Australia, omkring 420 kilometer nordväst om delstatshuvudstaden Adelaide. Antalet invånare är 185.
Trakten runt Poochera är nära nog obefolkad, med mindre än två invånare per kvadratkilometer..
Trakten runt Poochera består till största delen av jordbruksmark. Genomsnittlig årsnederbörd är 396 millimeter. Den regnigaste månaden är juni, med i genomsnitt 74 mm nederbörd, och den torraste är oktober, med 10 mm nederbörd.